# Programa Victoria
El Programa Victoria fue el plan militar de los Estados Unidos en la Segunda Guerra Mundial presentado antes de la entrada oficial del país a la guerra tras el ataque japonés a Pearl Harbor. El plan fue inicialmente secreto, pero fue expuesto por el Chicago Tribune el 4 de diciembre de 1941, 3 días antes de Pearl Harbor.

## Historia
El 9 de julio de 1941, el presidente Franklin D. Roosevelt ordenó a su secretario de guerra, Henry Stimson, y a su secretario de Marina, Frank Knox, que prepararan un plan para los "requisitos generales de producción necesarios para derrotar a nuestros enemigos potenciales". Este plan se filtró al senador estadounidense y destacado aislacionista Burton Wheeler de Montana, quien a su vez se lo entregó al igualmente aislacionista editor del Chicago Tribune, Robert R. McCormick.
En 1941, un equipo de oficiales encabezado por el general Albert Wedemeyer en nombre del general George C. Marshall elaboró el Programa Victoria, cuya premisa era que la Unión Soviética sería derrotada ese año, y que para derrotar a la Alemania nazi se requeriría la intervensión de los Estados Unidos para reunir, para el verano de 1943, una fuerza de 215 divisiones compuesta por 8,7 millones de hombres.
La publicación del plan causó revuelo entre el bloque aislacionista de Estados Unidos, pero la controversia se terminó rápidamente solo tres días después, luego del ataque a Pearl Harbor, resultando en una declaración formal de guerra.